# Justine Triet
Justine Triet (Fécamp, 17 de julio de 1978) es una directora de cine, guionista y actriz francesa, graduada de la Escuela Superior de Bellas Artes.   
En 2023, ganó la Palma de Oro en el Festival de Cannes por Anatomía de una caída, convirtiéndose así en la tercera directora en obtener dicho premio, además de obtener el Globo de Oro para la misma cinta en su categoría de Mejor Película de Habla No Inglesa.

## Biografía y carrera
Justine Triet nació en Fécamp, Francia, en 1978 y estudió en la Escuela de Bellas Artes en París. Con Antonin Peretjatko, Guillaume Brac, Sébastien Betbeder, Djinn Carrenard o Vincent Macaigne forma parte de una generación de jóvenes cineastas franceses, según el crítico Stéphane Delorme en la revista Cahiers du Cinéma (abril de 2013), que se reveló en el Festival de Cannes de ese año.
Su primer largometraje, La Batalla de Solférino, fue presentado al festival de Cannes 2013 en la programación de la Acid.
En 2016 escribió y dirigió Victoria, por la que fue nominada a los Premios César por Mejor Película y Mejor Guion Original. En 2019 estrenó El reflejo de Sibyl en el Festival de Cannes, donde compitió por la Palma de Oro.
En 2023 estrenó Anatomía de una caída, con la que ganó la Palma de Oro del Festival de Cannes de ese año.
Triet tiene dos hijos con su pareja, el también director Arthur Harari, con quien colabora frecuentemente.

## Filmografía
| Año  | Título                        | Créditos  | Créditos | Créditos       | Notas                       | Ref.   |
| Año  | Título                        | Dirección | Guion    | Cinematografía | Notas                       | Ref.   |
| ---- | ----------------------------- | --------- | -------- | -------------- | --------------------------- | ------ |
| 2007 | Sur place                     | Sí        |          | Sí             | Documental                  | [ 11 ] |
| 2008 | Solférino                     | Sí        |          | Sí             | Documental                  | [ 12 ] |
| 2010 | Des ombres dans la maison     | Sí        |          | Sí             | Documental                  | [ 13 ] |
| 2012 | Vilaine Fille, mauvais garçon | Sí        | Sí       |                | Cortometraje                | [ 14 ] |
| 2013 | La batalla de Solferino       | Sí        | Sí       |                |                             | [ 15 ] |
| 2016 | Victoria                      | Sí        | Sí       |                |                             | [ 16 ] |
| 2019 | El reflejo de Sibyl           | Sí        | Sí       |                | Coescrita con Arthur Harari | [ 17 ] |
| 2023 | Anatomía de una caída         | Sí        | Sí       |                | Coescrita con Arthur Harari | [ 18 ] |

### Como actriz
- 2007 : Crónicas de 2005 de Virgil Vernier[19]

## Premios y distinciones
| Año  | Título                        | Premio                                            | Categoría                                            | Resultado | Ref.   |
| ---- | ----------------------------- | ------------------------------------------------- | ---------------------------------------------------- | --------- | ------ |
| 2012 | Vilaine Fille, mauvais garçon | Premios del Cine Europeo                          | Mejor Cortometraje                                   | Nominada  | [ 14 ] |
| 2013 | La batalla de Solferino       | Premios César                                     | Mejor Ópera Prima                                    | Nominada  | [ 20 ] |
| 2016 | Victoria                      | Premios César                                     | Mejor Película                                       | Nominada  | [ 21 ] |
| 2016 | Victoria                      | Premios César                                     | Mejor Guion Original                                 | Nominada  | [ 21 ] |
| 2019 | El reflejo de Sibyl           | Festival de Cannes                                | Palma de Oro                                         | Nominada  | [ 8 ]  |
| 2023 | Anatomía de una caída         | Festival de Cannes                                | Palma de Oro                                         | Ganadora  | [ 9 ]  |
| 2023 | Anatomía de una caída         | Premios del Cine Europeo                          | Mejor Película Europea                               | Ganadora  | [ 22 ] |
| 2024 | Anatomía de una caída         | Premios Globo de Oro                              | Mejor guion                                          | Ganadora  | [ 2 ]  |
| 2024 | Anatomía de una caída         | Premios BAFTA                                     | Mejor película de habla no inglesa (como productora) | Nominada  | [ 23 ] |
| 2024 | Anatomía de una caída         | Premios BAFTA                                     | Mejor director                                       | Nominada  | [ 23 ] |
| 2024 | Anatomía de una caída         | Premios BAFTA                                     | Mejor guion original                                 | Ganadora  | [ 23 ] |
| 2024 | Anatomía de una caída         | Premios César                                     | Mejor Película                                       | Ganadora  | [ 24 ] |
| 2024 | Anatomía de una caída         | Premios César                                     | Mejor Director                                       | Ganadora  | [ 24 ] |
| 2024 | Anatomía de una caída         | Premios César                                     | Mejor Guion Original                                 | Ganadora  | [ 24 ] |
| 2024 | Anatomía de una caída         | Premios de la Sociedad Internacional de Cinéfilos | Mejor director                                       | Nominada  | [ 25 ] |
| 2024 | Anatomía de una caída         | Premios de la Sociedad Internacional de Cinéfilos | Mejor guion original                                 | Ganadora  | [ 25 ] |
| 2024 | Anatomía de una caída         | Premios Óscar                                     | Mejor dirección                                      | Nominada  | [ 26 ] |
| 2024 | Anatomía de una caída         | Premios Óscar                                     | Mejor guion original                                 | Ganadora  | [ 26 ] |